# الساندرو زانولی
الساندرو زانولی (انگلیسی: Alessandro Zanoli؛ زادهٔ ۳ اکتبر ۲۰۰۰) بازیکن فوتبال اهل ایتالیا است که به صورت قرضی برای باشگاه جنوا بازی می‌کند.